# Teatro Juliusz Słowacki
O Teatro Juliusz Słowacki (em polonês/polaco:  Teatr im. Juliusza Słowackiego w Krakowie) é uma casa de ópera localizada no centro de Cracóvia, na Polônia. Erguido em 1893, foi modelado com base em alguns dos melhores teatros barrocos e ecléticos europeus, como o Palais Garnier em Paris. O teatro recebeu o nome do poeta e dramaturgo polonês Juliusz Słowacki em 1909, e em 1978 foi inscrito juntamente com o Centro Histórico de Cracóvia como Patrimônio Mundial da UNESCO.